# Въстание на Петър Делян
Въстанието на Петър Делян е въстание от 1040 – 1041 г. на българите в Поморавието и Македония срещу управлението на Източната Римска империя.

## Причини
След смъртта на охридския архиепископ Йоан Дебърски в края на 1036 или началото на 1037 г. на негово място император Михаил IV Пафлагон слага ромея Лъв, в разрез с традицията и правото на българите той да бъде избиран от българските епископи и само утвърден от императора, право дадено им от император Василий II. Народът и особено духовенството са силно възмутени, но не се стига до въстание.
През 1040 г. е наложен паричен поземлен данък на българите – заменят се натуралните плащания с парични. Българите плащат данъците си в натура от времето на царете Петър I и Самуил, което е продължено от император Василий II. Плащането само в пари е трудно за населението и води до влошаване на материалното състояние на българите. Напрежението от незачитането на правата им и опитите за ромеизация е на своя предел, а споменът за Българското царство е още жив и се чака правилният момент или по-скоро правилният човек, който да оглави народното недоволство.

## Развитие
Въстанието започва през 1040 г. в Белград, където Петър Делян (ок. 1001 – 1041), обявяващ се за потомък на Самуил, е обявен за цар, приемайки името на най-дълго управлявалия български цар Петър I. Бунтовниците се придвижват на юг към последните столици на Първото българско царство - Охрид и Скопие, срещайки масова подкрепа, започвайки да убиват всеки срещнат византиец, и нанасят поражение на император Михаил IV Пафлагон в битката при Солун, и за няколко месеца установяват контрол над Поморавието, Македония, Епир и Тесалия. По същото време българите в Драч въстават под ръководството на Тихомир, насочвайки се на запад към старите столици. Петър Делян предлага съвместни действия на Тихомир и при спора за това кой да оглави въстанието първият надделява, а Тихомир е убит. През следващото лято Михаил IV организира нов поход срещу бунтовниците и ги разгромява в Островската битка, след което въстанието е потушено.
Важна роля в потушаването на въстанието играят варяжките наемници на императора, а норвежецът на византийска служба Харалд Хардрада става известен от скандинавските саги като „опустошител и разорител на България“. Значителна роля изиграва и предателството на братовчеда на Петър Делян Алусиан, който бяга от Византия след като научава новината за потушаването на въстанието, и отива при въстаниците, получавайки от тях 40-хилядна армия, с която да превземе Солун, но се проваля и губи 15 хиляди убити. Поражението влошава отношенията между двамата водачи и Алусиан с подлост ослепява Петър Делян. Той става едноличен водач, но търпи повторно поражение и се договаря с византийците да предаде въстаниците.